# György Lipták
György Lipták (Budapest, 26 agosto 1937 – Olathe, 24 gennaio 2024) è stato un calciatore ungherese, di ruolo difensore.

## Carriera

### Club
Formatosi calcisticamente nella natia Ungheria con il Kinizsi, arrivò a rappresentare a livello giovanile i magiari, facendo anche nel 1956 una tournée europea.
Dal 1957 al 1960 fu in forza al RFC Liegi, club della massima serie belga, con cui ottenne come miglior piazzamento il secondo posto nella stagione 1958-1959.

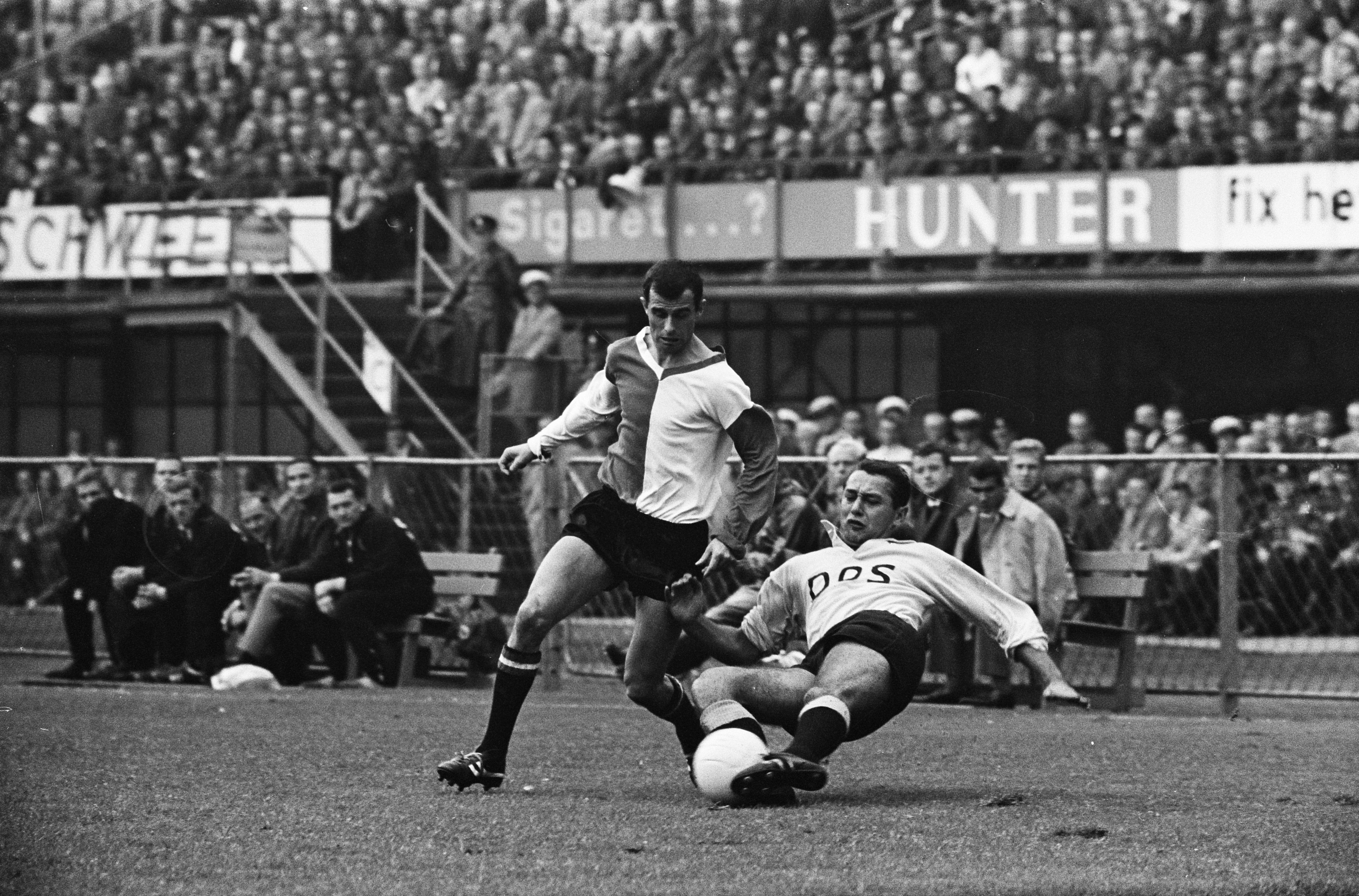
Lipták (DOS, 1963)

Nel 1960 si trasferì nei Paesi Bassi per giocare nel DOS, disputando quattro stagioni nella massima serie olandese e ottenendo come miglior piazzamento il quinto posto nell'Eredivisie 1960-1961. Durante la sua militanza fu chiamato a giocare nell'Utrecht XI, squadra in rappresentanza della città di Utrecht, nella Coppa delle Fiere 1962-1963, con cui raggiunse gli ottavi di finale, persi contro gli scozzesi dell'Hibernian. Con il DOS invece partecipò all'edizione 1963-1964, venendo eliminato con i suoi ai sedicesimi dagli inglesi dello Sheffield Weds.
Terminata l'esperienza con il DOS passò al Telstar, con cui giocò altre due stagioni nella massima serie olandese, ottenendo come miglior piazzamento il decimo posto nella stagione 1964-1965.
Nel 1970 si trasferì Canada, in forza ai Vancouver Royals, club impegnato nella prima edizione della North American Soccer League. Con i Royals ottenne il quarto ed ultimo posto della Pacific Division. 
La stagione seguente passò agli statunitensi del K.C. Spurs, sempre nella North American Soccer League, con cui vinse il torneo. Nel torneo 1970 invece non superò con i suoi la fase a gironi, ottenendo il secondo nella Northern Division.

## Palmarès
- Campionato NASL: 1

Kansas City Spurs: 1969